# Roter Berg (Erfurt)
Roter Berg, Erfurt-Roter Berg – dzielnica miasta Erfurt w Niemczech, w kraju związkowym Turyngia. 